# Thomas Marainen
Thomas Salomon Marainen (* 20. Dezember 1945 in Nedre Soppero in Schweden) ist ein schwedisch-samischer Schriftsteller und Kunsthandwerker.

## Leben
Thomas Marainen wuchs in einer Rentierhirtenfamilie auf und erlernte das traditionelle samische Kunsthandwerk von seinem Vater. Zur Vertiefung machte er auf der Volkshochschule in Jokkmokk eine zweijährige Ausbildung. Des Weiteren machte er eine zweijährige Ausbildung zum Silberschmied in Lannavaara. Er war als Dozent für samisches Kunsthandwerk an verschiedenen Orten tätig, unter anderem an der Samischen Universität für Angewandte Forschung in Kautokeino und an Schulen in Jokkmokk, Nesseby und Karesuando. Marainen nahm mit seinen kunsthandwerklichen Arbeiten an vielen nationalen und internationalen Ausstellungen teil.
Von 2000 bis 2001 absolvierte er eine Universitätsausbildung im Joiken und Storytelling. Er verfasste Gedichtsammlungen, Liedtexte und Kinderbücher, v. a. auf Nordsamisch.
Marainen lebt in seinem Geburtsort Nedre Soppero und ist mit seiner Frau Randi Vater von fünf Kindern, unter anderem von dem Künstler Simon Issát Marainen. Im Jahr 2014 wurde Marainens Familie schwer vom Schicksal getroffen, als sich die Söhne Gustav (Gustu) und Henrik (Heaika) innerhalb eines Jahres das Leben nahmen.

## Veröffentlichungen (Auswahl)

### Diskographie
- 2010: Juoiganmátki - Yoikjourney